# Ingo Peyker
Ingo Peyker (* 8. September 1941 in Groß Heidau) ist ein ehemaliger österreichischer Stabhochspringer, Weitspringer und Zehnkämpfer sowie Sportwissenschaftler.

## Karriere
Bei den Olympischen Spielen 1968 in Mexiko-Stadt gelang ihm im Stabhochsprung kein gültiger Versuch in der Qualifikation.
Fünfmal wurde er Österreichischer Meister im Stabhochsprung (1966, 1968, 1971–1973) und je dreimal im Weitsprung (1967, 1968, 1970) und im Zehnkampf (1966, 1967, 1972). 1980 wurde er Österreichischer Hallenmeister im Stabhochsprung.
Peyker studierte Biologie, Pädagogik, Soziologie, Philosophie und Leibeserziehung. Ab 1983 lehrte er als außerordentlicher Professor, später Universitätsprofessor für Sportwissenschaften mit besonderer Berücksichtigung der Sporttheorie am Institut für Sportwissenschaften der Universität Graz. Peyker befasste sich in seiner wissenschaftlichen Tätigkeit insbesondere mit den Bereichen Fitnesssport, Körperlichkeit, Doping, Sportveranstaltungen und Schulsport. Von 1989 bis 1991 war er Vorsitzender der Österreichischen Sportwissenschaftlichen Gesellschaft (ÖSG).

## Persönliche Bestleistungen
- Stabhochsprung: 5,00 m, 4. August 1968, Feldkirch-Gisingen (ehemaliger nationaler Rekord)
  - Halle: 4,80 m, 8. Februar 1981, Schloss Schielleiten
- Weitsprung: 7,33 m, 2. August 1968, Feldkirch-Gisingen
- Zehnkampf: 6738 Punkte, 20. August 1967, Linz